# Hebe Haven
Hebe Haven (kinesiska: 白沙灣, 白沙湾) är en vik i Hongkong (Kina). Den ligger i den nordöstra delen av Hongkong.